# Symfonie nr. 15 (Hovhaness)
Alan Hovhaness componeerde zijn Symfonie nr. 15, "Silver Pilgrimage", opus 199 in 1963. Hovhaness gaf geen ruchtbaarheid aan zijn werk als componist. Dit heeft tot gevolg gehad dat hij slechts in kleine kring bekend is en dat van zijn werken vaak maar één of (vaker) geen opnamen bestaat. Dit lot trof ook zijn 15e symfonie; het is alleen in een oude opname beschikbaar. Het werk is geschreven in opdracht van The Watumull Foundation.

## Compositie
De 15e symfonie bestaat uit 4 delen:
1. Mount Ravana;
2. Marava Princess;
3. River of Meditation;
4. Heroic Gates of Paece.

De stijl van Hovhaness week al af van de genres binnen de moderne klassieke muziek. Daarbij komt dat hij gedurende de jaren 1959-1960 en 1962 in respectievelijk India, Korea / Japan verbleef. De muzikale invloeden die hij daar opving probeerde hij in te passen in zijn eigen muziekstroming, die gekenmerkt werd door Amerikaanse en Armeense invloeden. Dit is bij deze symfonie nog niet helemaal gelukt. De muziek klinkt door al die stijlen rommelig, bij zijn latere symfonieën en andere werken pasten de stromingen beter in elkaar. In dit werk klinkt ook weer een typisch fenomeen van Hovhaness: Murmur; het (schijnbaar) willekeurig, ritmeloos tokkelen aan de snaren door de strijkerssectie (violen, celli en contrabassen).
De subtitel van deze compositie van 20 minuten komt uit de roman Silver Princess van Justice Anantanarayanan.

## Orkestratie
- 2 dwarsfluiten, 2 hobo’s, 2 klarinetten, 2 fagotten;
- 4 hoorns, 3 trompetten, 3 trombones, 1 tuba
- 3 man / vrouw percussie,1 harp;
- violen, altviolen, celli, contrabassen

## Bron en discografie
- First Edition Music FECD 0006; Louisville Orchestra o.l.v. Robert Whitney van 23 november 1965.

Symfonie nr. 1 · 2 · 3 · 4 · 5 · 6 · 7 · 8 · 9 · 10 · 11 · 12 · 13 · 14 · 15 · 16 · 17 · 18 · 19 · 20 · 21 · 22 · 23 · 24 · 25 · 26 · 27 · 28 · 29 · 30 · 31 · 32 · 33 · 34 · 35 · 36 · 37 · 38 · 39 · 40 · 41 · 42 · 43 · 44 · 45 · 46 · 47 · 48 · 49 · 50 · 51 · 52 · 53 · 54 · 55 · 56 · 57 · 58 · 59 · 60 · 61 · 62 · 63 · 64 · 65 · 66 · 67